# Плевел опьяняющий

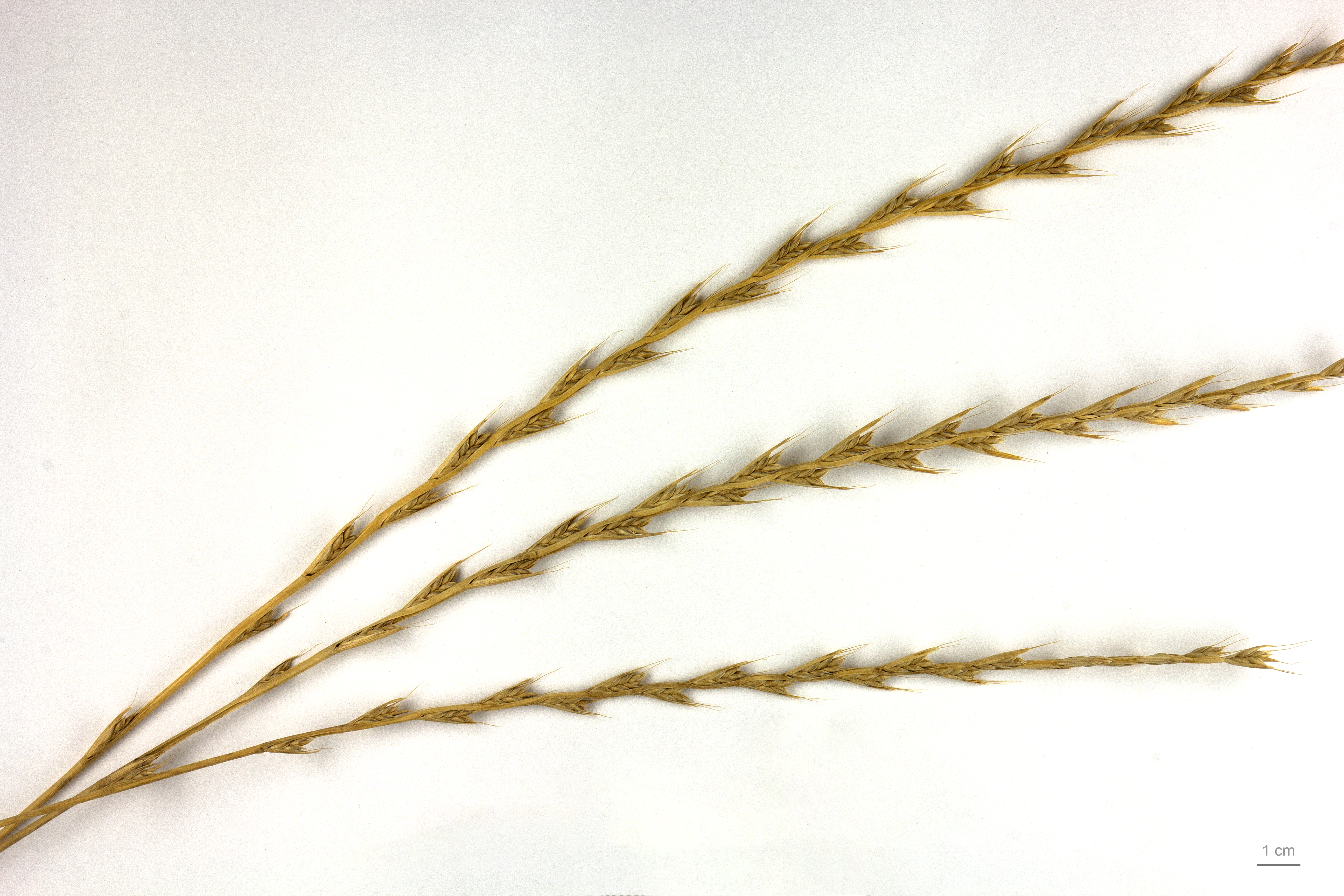
Образцы колосьев из коллекции Тулузского музей

Пле́вел опьяня́ющий, или плевел пьяня́щий, или головоло́м (лат. Lólium temuléntum) — травянистое цветковое растение, вид рода Плевел (Lolium) семейства Злаки (Poaceae). Именно этот вид является тем самым плевелом, который упоминается в Библии. Прежде это растение было злостным сорняком в посевах ржи, пшеницы и других культур. В зерновках плевела опьяняющего постоянно присутствует гриб Stromatinia temulenta, который вырабатывает алкалоид темулин — вещество, способное вызвать серьёзное отравление у людей (головокружение, сонливость, потеря сознания, судороги) и некоторых домашних животных (кроме свиней, уток и кур). В настоящее время этот вид в посевах зерновых практически не встречается.
Плевел пьянящий, как правило, растёт в зоне производства пшеницы и считается сорняком. Из-за сходства между этими двумя растениями в некоторых регионах плевел называется «ложной пшеницей». Однако, пшеница, когда созревает, коричневая, а плевел значительно темнее, вплоть до чёрного цвета.

## Значение и применение
Имеются сообщения об отравлениях плевелом лошадей как на пастбище, так и при скармливании зерноотходов овса, ячменя с примесью его семян и сена. Были также случаи отравления крупного рогатого скота.

## В культуре
Плевел опьяняющий упоминается в Библии в притче о добром семени и о плевелах.
Встречается в драме А. Н. Островского «Гроза». О «плевелах», которые якобы сыплет с крыши дьявол, рассказывает странница Феклуша, оправдывая этим болезненное состояние горожан.
А вот ещё, матушка Марфа Игнатьевна, было мне в Москве видение некоторое. Иду я рано поутру, ещё чуть брезжится, и вижу, на высоком-превысоком доме, на крыше, стоит кто-то, лицом чёрен. Уж сами понимаете, кто. И делает он руками, как будто сыплет что, а ничего не сыпется. Тут я догадалась, что это он плевелы сыплет, а народ днём в суете-то своей невидимо и подберёт. Оттого-то они так и бегают, оттого и женщины-то у них все такие худые, тела-то никак не нагуляют, да как будто они что потеряли либо чего ищут: в лице печаль, даже жалко.